# SQ3R方法
SQ3R方法是一種提升研習能力的方法，為美國俄亥俄州州立大學心理學教授羅賓遜（F. P. Robinson）所設計的一套有效讀書方法，於1946年在他的著作Effective Study有所提及，主要用於精讀課文 
。“SQ3R”來自以下五個英語詞語的字首，即：綜覽（Survey）、發問（Question）、閱讀（Read）、背誦（Recite）、複習（Review）。

## 綜覽
綜覽（為時約1分鐘）：在詳讀文章之前，先概覽文章一番：留意文章內的標題及結構，以控制閱讀的目的、方向和注意力。細閱文章的引言、總結及參考，但不要閱讀文章的內容，試試能否從所得的資料略知文章的主題。目標為掌握文章主題的3個至6個要點。

## 發問
發問（為時不超過半分鐘）：主要利用每個章節的標題和六何法來對要研習的題目自行擬定問題。

## 閱讀
閱讀（不設時限，但以個人步伐）：指專心注意於找出發問問題的答案。閱讀者需要逐一章節細閱，而不是一次過細閱整個篇章。閱讀時應用主動閱讀技巧，嘗試在內文中找尋先前擬定問題的答案。

## 背誦
「背誦」：能夠在閱讀時利用各種閱讀技巧以幫助記憶，例如：做重點畫線、口頭複誦或筆記摘要。

## 複習
複習：回憶所記憶的重點。

## 其他
“SQ3R”方法的目的，在於讓學生在課堂之後，可以有一個比較有系統的溫習方法，從而提高學習能力。對於需要實習或應用的主題，有時亦可加入第６項：
- 實踐─，或
- 關聯─（放在複習之前）

## 外部連結
- SQ3R方法的Blog
- 南一書局南ｅ網：SQ3R學習法